# Shahrbanoo Sadat

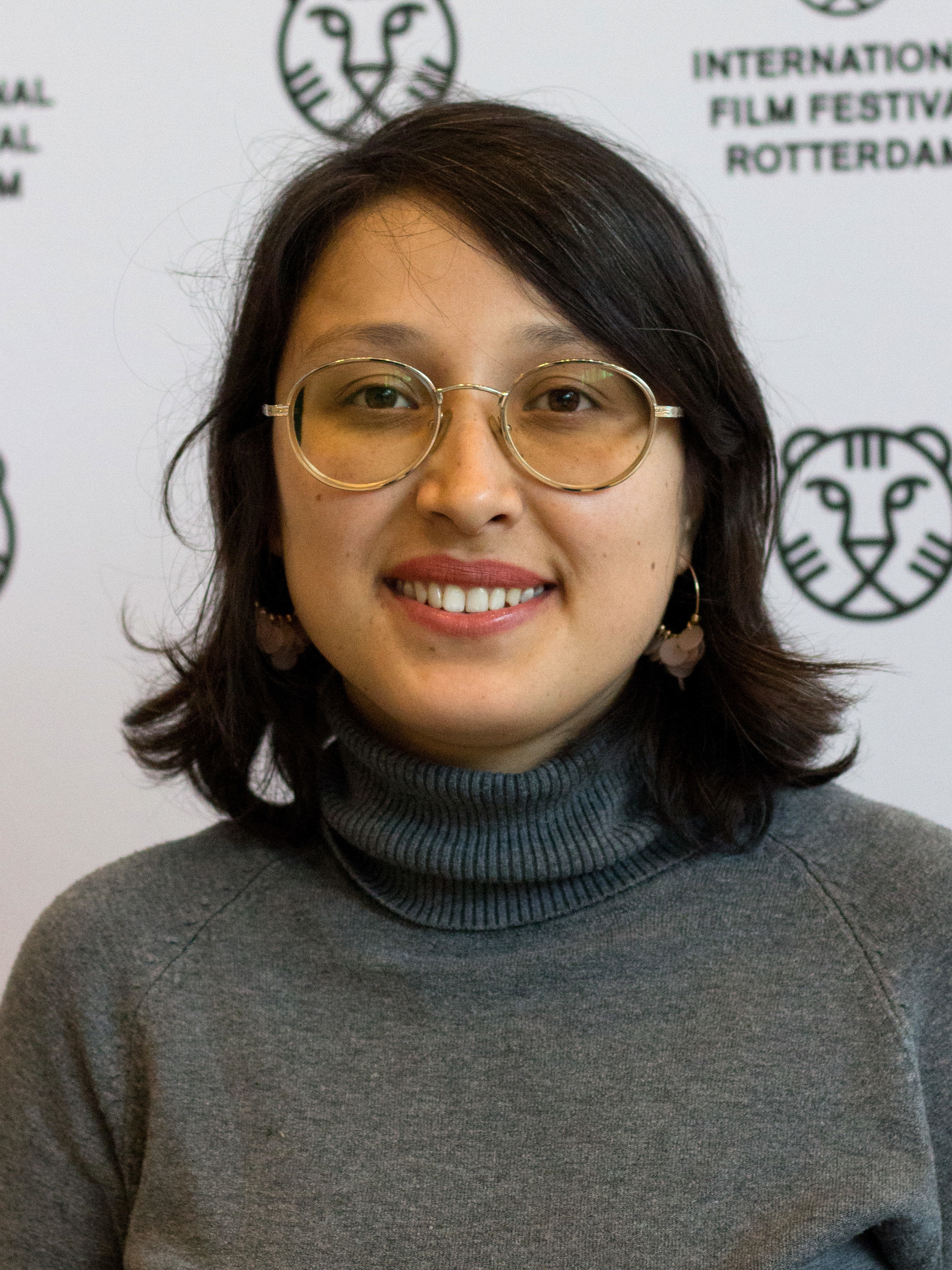
Shahrbanoo Sadat, 2020

Shahrbanoo Sadat (* 1990 in Teheran) ist eine afghanischstämmige Regisseurin, Drehbuchautorin und Frauenrechtlerin.

## Leben
Die Filmemacherin Shahrbanoo Sadat wurde 1990 in Teheran als Tochter afghanischer Flüchtlinge geboren. Als sie 11 Jahre alt war, zog ihre Familie von der geschäftigen iranischen Hauptstadt in ein abgelegenes Dorf in einer ländlichen Region im Zentrum Afghanistans, wo es keine Elektrizität, kein Telefon und keine Schule gab, die Mädchen besuchen konnten. So machte sich Sadat jeden Tag zu Fuß auf den Weg zu einer drei Stunden entfernten Schule. Der Wegzug aus Teheran war für Sadat ein großer Kulturschock: „Es gab dort nichts, nur hohe Berge, Staub und Menschen, die ich nicht kannte.“ Weil sie ihre Brille, die sie mitgebracht hatte, nicht ablegen wollte, wurde sie von den anderen geächtet und fühlte sich immer als Außenseiterin. Die Männer und Frauen in dem Dorf schotteten sich voneinander ab. Die Frauen waren im Haus, kochten, putzten und trockneten Dung, während sich die Männer draußen mit der Viehzucht und Schlachtung beschäftigten und allgemein darüber entschieden, was Recht und Unrecht war.
Nach sieben Jahren verließ Sadat das Dorf und zog nach Kabul, um dort die Schule zu beenden. Hier besuchte sie später einen Dokumentationsfilm-Workshop der Ateliers Varan. Hier drehte sie auch ihren ersten Kurzfilm Vice Versa One (eigentlicher Titel Yeke Varune), den sie 2011 im Rahmen der Quinzaine des réalisateurs in Cannes vorstellte. Als Sadat gerade 20 Jahre alt war, wurde sie von der Cannes’ Cinéfondation Residence ausgewählt und lernte in Paris die Grundlagen des Filmemachens. Dort begann sie auch, anspruchsvolle Filme zu schauen, eine Gelegenheit, die sich ihr zuvor nicht geboten hatte. Den Film Not at Home stellte Sadat im September 2013 im Rahmen des dänischen Images Festivals und im Oktober 2013 beim Afghan Human Rights Film Festival vor. Im gleichen Jahr gründete Sadat in Kabul das Produktionsunternehmen Wolf Pictures und begann ihr Filmdrama Wolf and Sheep zu produzieren, das sie am 16. Mai 2016 im Rahmen der Reihe Quinzaine des réalisateurs bei den Internationalen Filmfestspielen von Cannes 2016  vorstellte, wo sie für ihre Arbeit mit dem Art Cinema Award ausgezeichnet wurde. Für den Film schrieb Sadat auch das Drehbuch. Der Film ist inspiriert von Sadats eigener Jugend. Als Produzentin fungierte Katja Adomeit, mit der Sadat gemeinsam den Film Not at Home gemacht hatte.
Heute pendelt Sadat zwischen Kabul und Kopenhagen.
Im Jahr 2022 ist Shahrbanoo Sadat Mitglied der Jury für den Preis Bester Erstlingsfilm der Internationalen Filmfestspiele Berlin.

## Filmografie
- 2011: Yeke Varune (auch bekannt als Vice Versa One, Kurzfilm)
- 2013: Not at Home
- 2016: Wolf and Sheep
- 2019: Kabul Kinderheim (Parwareshgah)

## Auszeichnungen
Chicago International Film Festival
- 2016: Nominierung für den Gold Hugo im New Directors Competition (Wolf and Sheep)
- 2019: Nominierung für den Gold Hugo im New Directors Competition (Kabul Kinderheim)[5]

Internationale Filmfestspiele von Cannes
- 2016: Auszeichnung mit dem Art Cinema Award im Rahmen des Quinzaine des réalisateurs (Wolf and Sheep)

Jerusalem Film Festival
- 2016: Nominierung für den FIPRESCI-Preis als Erstlingsfilm (Wolf and Sheep)